# Royal Arcanum
 (juillet 2025).

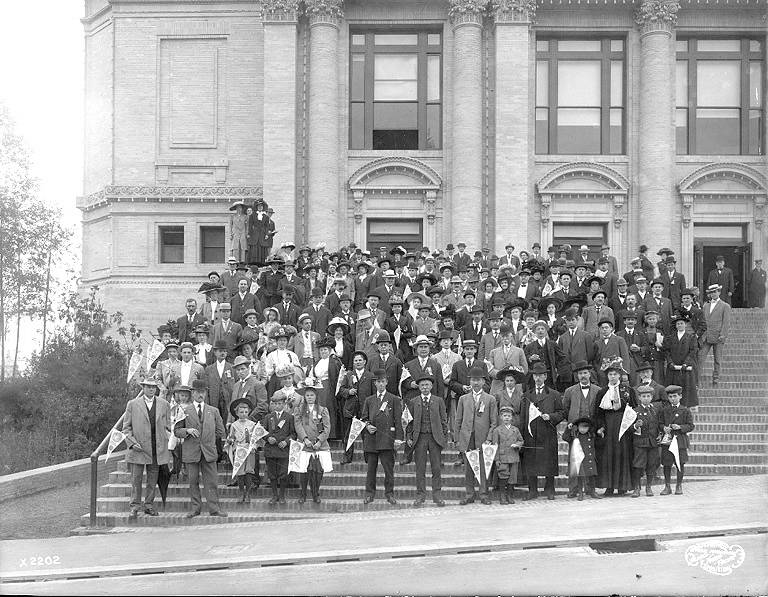
Les membres du Royal Arcanum, à l'exposition Alaska Yukon Pacific Exposition en 1909.

Le Conseil suprême de la Royal Arcanum, communément connu simplement comme le Royal Arcanum, (en anglais, Supreme Council of the Royal Arcanum) est une société de secours mutuel fondée en 1877 à Boston (état du Massachusetts aux États-Unis) par John A. Cummings et Darius Wilson, qui avaient déjà été parmi les fondateurs des Knights of Honor, une organisation semblable, dans le Kentucky.
Le siège social de la Royal Arcanum est situé à Boston au Massachusetts.